# Achuaria
Achuaria es un género con una sola especie (Achuaria hirsuta) de plantas de flores perteneciente a la familia Rutaceae. 
- Datos: Q2880457